# Aromobates
Aromobates es un género de anfibios anuros de la familia Aromobatidae. Se distribuyen entre la Cordillera Oriental (Colombia) y la Sierra de Perijá y la Cordillera de Mérida (Venezuela).

## Especies
Se reconocen las siguientes 18 según ASW:
- Aromobates alboguttatus (Boulenger, 1903)
- Aromobates cannatellai[2] Barrio-Amorós & Santos, 2012
- Aromobates capurinensis (Péfaur, 1993)
- Aromobates duranti (Péfaur, 1985)
- Aromobates ericksonae[2] Barrio-Amorós & Santos, 2012
- Aromobates haydeeae (Rivero, 1978)
- Aromobates leopardalis (Rivero, 1978)
- Aromobates mayorgai (Rivero, 1980)
- Aromobates meridensis (Dole and Durant, 1973)
- Aromobates molinarii (La Marca, 1985)
- Aromobates nocturnus Myers, Paolillo O., and Daly, 1991
- Aromobates ornatissimus[3] Barrio-Amorós, Rivero & Santos, 2011
- Aromobates orostoma (Rivero, 1978)
- Aromobates saltuensis (Rivero, 1980)
- Aromobates serranus (Péfaur, 1985)
- Aromobates tokuko[4] Rojas-Runjaic, Infante-Rivero & Barrio-Amorós, 2011
- Aromobates walterarpi[5]  La Marca & Otero López, 2012
- Aromobates zippeli[2]  Barrio-Amorós & Santos, 2012

## Publicación original
- Myers, C. W., A. Paolillo-O., and J. W. Daly. 1991. Discovery of a defensively malodorous and nocturnal frog in the family Dendrobatidae: phylogenetic significance of a new genus and species from the Venezuelan Andes. American Museum Novitates, n. 3002, p.1-33 (texto íntegro Archivado el 11 de junio de 2007 en Wayback Machine.).